# Râul Mureș între Deda și Reghin
Râul Mureș între Deda și Reghin este o arie protejată (sit de importanță comunitară — SCI) din România, desemnată în scopul protejării biodiversității și menținerii într-o stare de conservare favorabilă a florei spontane și faunei sălbatice, precum și a habitatelor naturale de interes comunitar aflate în arealul zonei de protecție. Aceasta este întinsă pe o suprafață de 470,8 ha, integral pe uscat.

## Localizare
Situl Râul Mureș între Deda și Reghin se întinde pe teritoriile administrative ale comunelor Aluniș, Brâncovenești, Deda, Ideciu de Jos, Rușii-Munți și Suseni; și pe cel al orașului Reghin din județul Mureș. Centrul acestuia este situat la coordonatele 46°52′35″N 24°46′39″E / 46.876467°N 24.777483°E.

## Înființare
Situl Râul Mureș între Deda și Reghin a fost declarat sit de importanță comunitară (ROSCI0368) în septembrie 2011 pentru a proteja 15 specii de animale.

## Biodiversitate
Situată în ecoregiunea continentală, aria protejată nu include niciun habitat protejat.
La baza desemnării sitului se află mai multe specii protejate:
- amfibieni (3): izvoraș-cu-burta-galbenă (Bombina variegata), triton cu creastă (Triturus cristatus), tritonul comun transilvănean (Triturus vulgaris ampelensis)
- mamifere (1): vidră de râu (Lutra lutra)
- pești (11): avat (Aspius aspius), moioagă (Barbus petenyi), Cobitis taenia Complex, lostriță (Hucho hucho), boarță (Rhodeus amarus), porcușor de nisip (Romanogobio kesslerii), porcușor de vad (Romanogobio uranoscopus), porcușor de șes (Romanogobio vladykovi), câră (Sabanejewia balcanica), fusar (Zingel streber), pietrar (Zingel zingel)